# Iglesia de San Eugenio (Cáceres)
La iglesia de San Eugenio es un templo católico de España. Se sitúa en Aldea Moret, barrio de la ciudad de Cáceres.

## Descripción del templo
La construcción de la iglesia de San Eugenio fue encargada en 1883 al arquitecto de las minas, Ruperto Ramírez, y realizada por el arquitecto diocesano Emilio María Rodríguez. Hay que señalar que esta iglesia alberga varias piezas trasladadas en 1918 desde la ermita de San Benito, que se hallaba en ruinas. Entre ellas destaca la propia imagen de San Benito del siglo XVIII, la campana que se sitúa en la espadaña de su fachada, un retablo del siglo XVIII, y un relicario argentino.
Presenta una planta de cruz latina con nave única de tres tramos, crucero con capillas colaterales y cabecera plana con dos sacristías, portada a los pies y un óculo encima. En el plano original la cabecera se comunicaba con la casa parroquial por dos puertas, lo que no llegó a realizarse pues se decidió abrir una puerta desde la sacristía del lado de la Epístola. Los tramos están divididos por pilastras con tablero en todo el frente, rematados por cornisa moldurada sobresaliente que recorre todo el interior. Los arcos diafragmas o fajones son de medio punto, las bóvedas entre ellos de cañón con lunetos. Los arcos de las capillas son escarzanos. Todo el interior es de mampostería y enlucido, mientras que el suelo está realizado mediante piezas de cantería.
Exteriormente destaca el volumen de formas geométricas de la construcción, todo de mampostería, con pequeños detalles ornamentales. La cubierta es a dos aguas con teja árabe. El cuerpo superior de la fachada se flanquea en ambos extremos con merlones acabados en sendas albardillas. La fachada se remata en el vértice central con una espadaña acompañada de aletones y coronada por un frontón resaltado sobre el que se erige una cruz metálica.

## Parroquia
El templo es sede de la parroquia de San Eugenio, perteneciente a la diócesis de Coria-Cáceres. A esta parroquia pertenece la ermita de Santa Lucía.